# Lucrezia d'Alagno
Lucrezia d'Alagno (asi 1430, Neapol – 23. září 1479, Ischia) byla šlechtična, do které se zamiloval král Alfons V. Neapolský. Lucrezia byla dcerou Mikuláše d'Alagna a Covelly Toraldo. Její otec, původem z Amalfi, byl pánem Torre Annunziaty.
Alfons daroval Lucrezii a její rodině pozemky, tituly a bohatství. Například v roce 1461 získala Lucrezia díky Alfonsovi hrad Castello del Caiazzo za patnáct tisíc dukátů. V roce 1442 obdržela ostrov Ischia. Lucrezia následně svěřila správu ostrova svému švagrovi, Giovanni Torellovi.
Král také požádal o anulování svého manželství s Marií Kastilskou, ale papež Kalixt III. to zamítl.
Lucrezia přesto působila na neapolském dvoře jako faktická královna a zároveň jako inspirující patronka kruhu učenců a básníků kolem Alfonse, mezi nimiž byli Antonio Beccadelli a Giovanni Pontano.
Naděje, že Marie zemře a umožní tak manželství mezi Lucrezií a králem, byly zmařeny, když sám Alfons v roce 1458 zemřel.
Zemřela chudá a téměř zapomenutá v roce 1479.